# Sebbe De Buck
Sebbe De Buck (Merksem, 14 marzo 1995) è uno snowboarder belga.

## Palmarès

### Coppa del Mondo
- Miglior piazzamento nella Coppa del Mondo generale di freestyle: 5º nel 2015
- Miglior piazzamento nella Coppa del Mondo di halfpipe: 35º nel 2015
- Miglior piazzamento nella Coppa del Mondo di slopestyle: 8º nel 2015
- Miglior piazzamento nella Coppa del Mondo di big air: 6º nel 2015
- 1 podio:
  - 1 terzo posto